# Avarua
Avarua es una localidad situada en la isla Rarotonga, y el distrito capital de las Islas Cook (Nueva Zelanda). Avarua es la ciudad principal y se extiende al este del aeropuerto, se encuentra en coordenadas geográficas de latitud 21°11'60 sur y longitud 159°46'0 oeste sobre el nivel del mar. La superficie de Avarua es de 67.2 kilómetros.
La ciudad es sumamente pequeña. Tiene algunos supermercados, dos bancos, varios restaurantes, hoteles y demás tiendas especializadas en la venta de perlas negras y otras artesanías, además de la Biblioteca Nacional de las Islas Cook.

## Demografía
En 2001, la población de Avarua era de 10.350 habitantes

## Religión
Ha tenido influencias europeas. La gente ha sido profundamente marcada por el cristianismo, incluso tienen su propia rama cristiana llamada Cook Island Christian Church (CICC) (Iglesia Cristiana de las Islas Cook) la cual es seguida por el 70% de los isleños. La Iglesia católica tiene a la mayoría del 30 % restante, pero hay algunos Adventistas del Séptimo Día, Mormones, Testigos de Jehová y otras denominaciones en la ciudad y las islas.
La Cook Island Christian Church (CICC) (Iglesia Cristiana de las Islas Cook) es una rama dentro de la Iglesia anglicana en Aotearoa, Nueva Zelanda y Polinesia (Comunión Anglicana)

## Economía
El turismo provee casi la mitad del PIB en las Islas Cook que fueron anfitrionas de 7 turistas por cada isleño en 1998. Esto hace que las Islas Cook sean el sexto territorio con más influencia turística en el mundo con un Índice de Saturación Turística de 3,36. Por lo tanto, hay cerca de 40 hoteles repartidos por toda la isla, la mayoría situados en Avarua. También en Avarua es importante por la venta de perlas y su cultivo, así como la agricultura. En esta ciudad también se encuentra ubicada la Biblioteca Nacional de las Islas Cook.